# Autor (Zoologie)
Der Autor (Pl. Autoren) im Sinne der Internationalen Regeln für die Zoologische Nomenklatur (als IRZN, häufiger nach der englischen Bezeichnung ICZN abgekürzt, oft auch einfach als „Code“ bezeichnet), ist die Person, der ein wissenschaftliches Werk, ein wissenschaftlicher Name oder eine andere „nomenklatorische Handlung“ in der Zoologie zugeschrieben wird. Neben den Autoren eines wissenschaftlichen Werks, für die der Begriff Autor im selben Sinn wie im allgemeinen Sprachgebrauch verwendet wird, spricht man in der Biologie also auch bei den wissenschaftlichen Namen eines Taxons von dessen Autoren.
Autor eines wissenschaftlichen Namens ist im Normalfall der Autor der Erstbeschreibung, also des wissenschaftlichen Werks, in dem der Name zuerst eingeführt wurde. Nicht selten ist es der Fall, dass der Autor des wissenschaftlichen Namens nicht mit dem Autor des Werks, in dem er publiziert worden ist, identisch ist, zum Beispiel haben mehrere Autoren gemeinsam einen wissenschaftlichen Artikel geschrieben, aber nur einer davon ist der Autor des darin eingeführten neuen Namens. Dies ist zulässig, wenn es in dem entsprechenden Werk ausdrücklich so bestimmt worden oder klar erkennbar ist. Da jeder wissenschaftliche Name, der vom Code geregelt ist, (zumindest seit 1950) einen Autor besitzen muss, gibt es darüber hinaus noch zahlreiche Regeln für die wenigen Spezialfälle, bei denen der Autor des Namens unklar ist oder sonst nicht eindeutig feststellbar wäre. In Fällen, in denen die Zuordnung eines so vergebenen Namens zu einer taxonomischen Einheit unklar oder umstritten ist, entscheidet in der Regel die Artzugehörigkeit des Typusexemplars über den Namen.
Die Angabe des Autorennamens erfolgt in wissenschaftlichen Werken häufig hinter dem Namen der von ihm beschriebenen Art. Der Autorenname ist allerdings selbst kein Bestandteil des Namens. Es ist also kein Fehler, wenn er weggelassen wird. Insbesondere in Werken, die Fragen der Nomenklatur, Systematik oder Taxonomie betreffen, ist die Angabe des Autors aber üblich und wird dringend empfohlen.

## Rang/Hierarchie
Drei Gruppen von Namen werden im ICZN-Code behandelt (hierarchische Stufen oder Gruppen):
- Familiengruppe (family-group names), enthaltend Überfamilie, Familie, Unterfamilie, Tribus und Untertribus,
- Gattungsgruppe (genus-group names), mit Gattung und Untergattung,
- Artgruppe (species-group names), mit Art und Unterart.

Alle Namen oberhalb dieser Gruppen, zum Beispiel Ordnungen, Klassen, Stämme und unterhalb dieser Gruppen, zum Beispiel Formen und Varietäten, werden vom Code nicht geregelt. Oft werden aber auch diese Namen in der Zoologie mit einem Autor genannt, insbesondere in der Paläontologie ist dies Standard. Hier sind die Wissenschaftler aber prinzipiell frei in der Namensvergabe, d. h. sie können nach eigenem Urteil Namen verwenden, die nach dem Regeln des ICZN ungültig oder nicht verfügbar wären.

### Prinzip der Koordination
Im Prinzip ist der Autor eines wissenschaftlichen Namens völlig frei in der Namensvergabe, sofern er sich an die im Code aufgeführten Regeln und Pflichten hält. Davon gibt es aber eine wesentliche Ausnahme. Dies betrifft neu eingeführte Namen für neue Rangstufen, die auf schon vergebenen Namen beruhen. So muss eine Gattung eine Typusart, und eine Familie eine Typusgattung besitzen (deren Zuordnung an das Typusexemplar der Art gebunden und durch dieses eindeutig festgelegt ist). Wird nun eine neue Familie beschrieben, so ist deren Namen aus dem Namen der Typusgattung mit der an deren Wortstamm angehängten, standardisierten Endung idae zu bilden. Für neue Rangstufen innerhalb der Familien-, Gattungs- oder Artengruppen müssen neu eingeführte Zwischenränge, die den jeweiligen Typus mit umfassen, nicht nur mit demselben Namensstamm gebildet werden, sondern werden auch dem Autor des ursprünglichen Namens zugeschrieben. Dies wird als „Prinzip der Koordination“ bezeichnet. Das den Namen definierende Taxon ist das sogenannte nominotypische Taxon oder auch Nominatform.
Beispielsweise lautet die Autorschaft für den Admiral-Schmetterling Vanessa atalanta (Linnaeus, 1758). Die nominotypische Unterart Vanessa atalanta atalanta (Linnaeus, 1758) wird demselben Autor zugesprochen. Dies gilt auch dann, wenn sie erst später und von einem anderen Wissenschaftler definiert und umschrieben worden ist.
Der Admiral gehört zur Familie Nymphalidae Swainson, 1827, entsprechend auch Unterfamilie: Nymphalinae Swainson, 1827 und Tribus Nymphalini Swainson, 1827. Aus dem Gattungsnamen der Gattung Vanessa Fabricius, 1807 folgt der Name, und Autor, der Untergattung Vanessa (Vanessa) Fabricius, 1807.

## Form der Autorenangabe
Der ICZN regelt (im Artikel 51) auch die Form, in der der Autor eines Taxons erwähnt werden soll. Die dafür geltenden Regeln unterscheiden sich von den in der Botanik und in der Mikrobiologie üblichen. Normalerweise wird der Nachname des Autors genannt. Er schließt direkt an den Artnamen an. Oft folgt diesem das Datum der Erstbeschreibung, meist abgetrennt durch ein Komma, wie in Nymphalidae Swainson, 1827. Der Vorname des Erstbeschreibers, hier William Swainson, wird also nicht mit angegeben.
Nur im Falle von Artnamen gilt eine weitere Besonderheit. Wird die Art später in eine andere Gattung transferiert, als die, in der sie erstbeschrieben wurde, verändert sich dadurch der Artname (der ja den Gattungsnamen, als ersten Teil des Binomens, mit enthält). Deren Autor bleibt dabei gleich, er wird dann aber, unter Einschluss der Jahreszahl der Erstbeschreibung, in runde Klammern gesetzt. Vanessa atalanta (Linnaeus, 1758) zeigt also an, dass der Admiral ursprünglich in einer anderen Gattung beschrieben worden war, hier ursprünglich als Papilio atalanta Linnaeus, 1758. Anders als in der Botanik wird der Autor der Umkombination selbst normalerweise nicht genannt, obwohl das nach dem Code nicht verboten wäre. Wird er, ausnahmsweise, doch einmal mit genannt, steht sein Name immer außerhalb der Klammer.
Eckige Klammern um den Autor zeigen an, dass der Name des Autors nicht aus der Originalquelle selbst hervorgeht, sondern nur aus Sekundärquellen bekannt ist. Beispiele:
- Chlamys [Röding], 1798
- Uncia uncia ([Schreber], 1775)

Dieses Vorgehen wird vom ICZN empfohlen, aber nicht vorgeschrieben. „Anonymous“ (oder Anon.) wird in der Regel nur geschrieben, wenn der Verfasser vollkommen unbekannt ist. Um das Jahr (tatsächliches Publikationsjahr) werden keine eckige Klammern gesetzt, also auch dann nicht, wenn das Jahr in der Originalpublikation nicht oder nicht korrekt aufgeführt ist.
In der Zoologie werden die Nachnamen der Autoren von taxonomischen Namen nicht wie in der Botanik abgekürzt, sondern voll ausgeschrieben. In angewandten Werken, wie zum Beispiel faunistischen Werken oder Bestimmungsschlüsseln, werden aber nicht selten auch Abkürzungen verwendet. Diese sind aber, anders als in der Botanik, nicht standardisiert.
Ko-Autorschaften bei Tiernamen sind erlaubt und kommen häufig vor. Eine Begrenzung ihrer Anzahl nach oben gibt es nicht. Es ist jedoch zugelassen, bei mehr als drei Ko-Autoren nur den ersten Autor zu nennen, gefolgt von dem Terminus et al. (= „und andere“), wenn die volle Anzahl anderswo in der Arbeit zitiert wird.

## Alte Autorenangaben
Der Code (die Internationale Regeln für die Zoologische Nomenklatur) in der heutigen Form wurde 1961 aufgestellt und wird regelmäßig fortgeschrieben. Er beruht auf den 1901 festgeschriebenen Regeln der zoologischen Nomenklatur (vgl. Geschichte des Nomenklaturcode). Vorher existierten zwar bestimmte Empfehlungen (wie der „Strickland Code“ von 1843), die aber nicht von allen Zoologen als verbindlich erachtet wurden. Bei Taxa, die vor 1901 beschrieben wurden, wurde der Name und die Autorenangabe, den neuen Regeln entsprechend, angepasst. In älteren Werken waren aber andere Regeln der Namensvergabe und der Autorenzuschreibung üblich, jede Tiergruppe hatte eigene Traditionen. Deshalb finden sich in der alten Literatur oft andere Autorennamen angegeben. Anhand der Originalbeschreibung ist es heute in aller Regel relativ einfach, den korrekten Autorennamen zu bestimmen, da alle Informationen dort enthalten sein müssen und keine Sekundärquellen konsultiert werden müssen.

## Autoren-Initialen
Wenn mehrere Autoren den gleichen Nachnamen haben, werden oft Initialen angegeben, also die Anfangsbuchstaben des Vornamens, oder der Vornamen. Zum Beispiel könnte für André Étienne Justin Pascal Joseph François d’Audebert de Férussac A. Férussac (statt A.E.J.P.J.F. d'Audebard de Férussac) und für Jean Baptiste Louis d’Audebert de Férussac J. Férussac (statt J.B.L. d'Audebard de Férussac) stehen. Es gibt keine Standards für diese Verfahrensweise, Initialen werden nicht von allen Autoren und nicht in allen Tiergruppen und Datenbanken hinzugefügt. Sie sind aber dann sehr nützlich, wenn in einem engeren taxonomischen Spezialgebiet mehrere Forscher mit dem gleichen Nachnamen tätig waren.
Initialen werden in der Bioinformatik als problematisch angesehen, da sie zu Konflikten führen zwischen Taxonomen, deren Aufgabe es ist, eindeutige Namen für die Tiere zur Verfügung zu stellen, und Biowissenschaftlern und anderen, die diesen Namen verwenden und mit ihnen in elektronischen Umgebungen arbeiten wollen. Für einen Computer sind, als Namensangabe für Otto Friedrich Müller, O.F. Müller, O. Müller und Müller unterschiedliche Strings, auch der Unterschied zwischen O.F Müller, O. F. Müller und OF Müller kann problematisch sein. In Fällen wie diesem, in denen Umlaute oder diakritische Zeichen verwendet werden, finden sich, v. a. in fremdsprachiger Literatur, dann auch Formen wie Mueller oder Muller. Fauna Europaea ist ein typisches Beispiel für eine Datenbank, in der die Initialen O.F. und O. F. als ganz unterschiedliche Strings gelesen werden. Inzwischen gibt es nach den Prinzipien der Fuzzylogik arbeitende Programme, wie zum Beispiel Taxamatch, die helfen, solche Probleme zu lösen.

## Schreibweise des Namens des Autors
Es gibt keine offiziellen Standards für die Schreibweisen von Autoren in der Zoologie, und im Gegensatz zu in der Botanik hat auch niemand jemals den Versuch unternommen, solche Standards für zoologische Autoren vorzuschlagen. Ursache ist die unüberschaubar hohe Anzahl der Autoren in der Zoologie. Es gibt gegenwärtig auch keine allgemein anerkannten Konventionen für Transkriptionen aus nicht-lateinischen Schriften.
Weithin wird auch anerkannt, dass Namen von Autoren mit Sonderzeichen geschrieben werden sollten, also diakritischen Zeichen, Ligaturen, Leerzeichen und Satzzeichen. Der erste Buchstabe wird oft in Großbuchstaben geschrieben, auch in französischen und belgischen Namen (De Wilde, D'Orbigny, D'Alton, nicht de Wilde, d'Orbigny, d'Alton). Der deutsche Titel „von“ gehört nicht zum Nachnamen eines Autors. Auch bei chinesischen und koreanischen Namen wird nur der Nachname aufgeführt. Ko-Autoren werden durch Komma getrennt, der letzte Ko-Autor sollte mit „&“ abgetrennt werden.

## Autoren von nomina nuda
Ein neuer Name ohne Beschreibung oder Referenz oder Abbildung ist ein nomen nudum. Ein nomen nudum hat keinen Autor und kein Datum, ein solcher Name ist nicht verfügbar. Wenn es gewünscht oder in einem Text notwendig ist, dennoch einen solchen Namen mit einem Autor zu belegen, dann sollte dies kenntlich gemacht werden.